# 雷阿萊扎

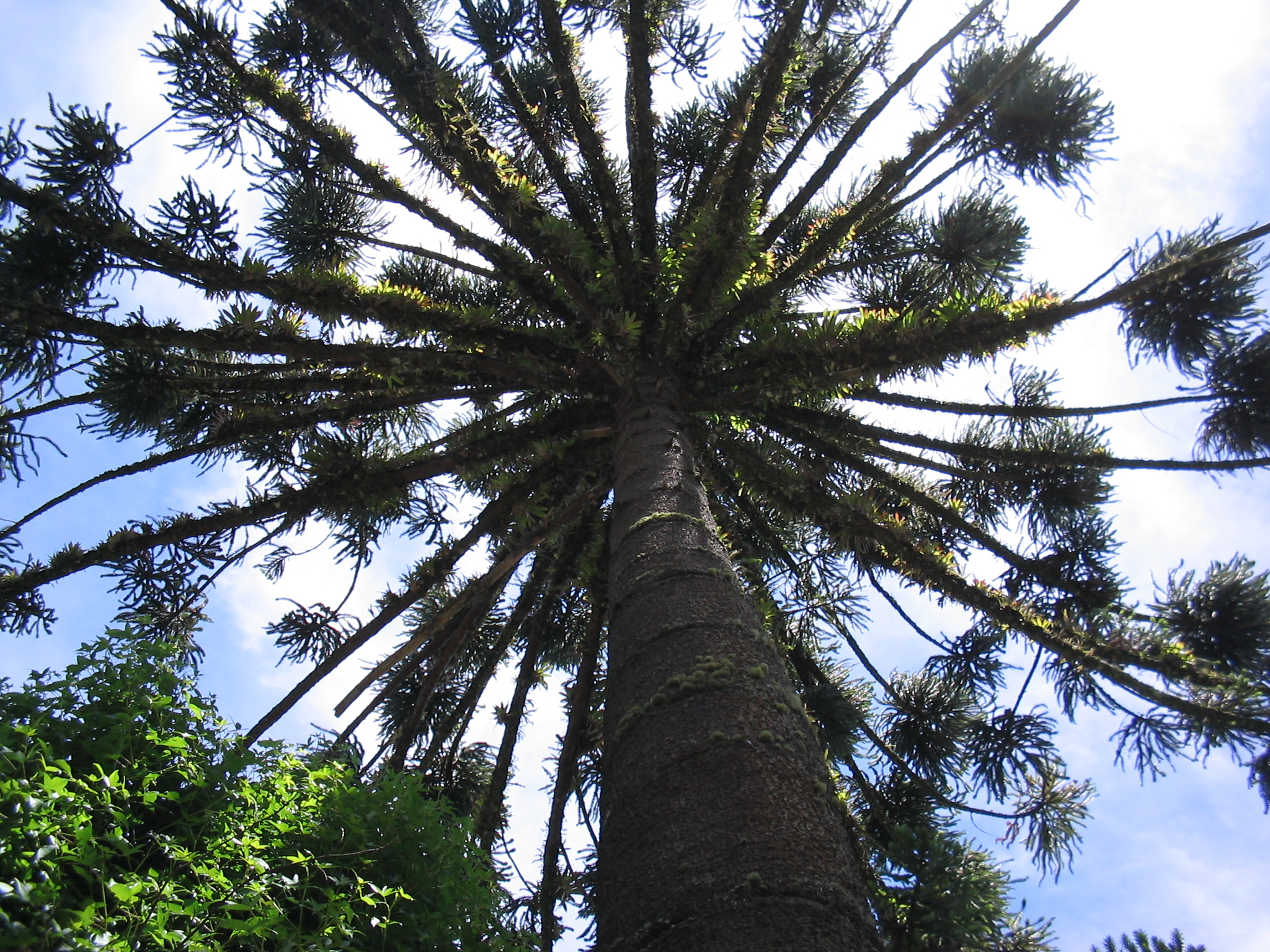
雷阿萊扎

雷阿萊扎（葡萄牙語：Realeza）是巴西的城鎮，位於該國南部，由巴拉那州負責管轄，始建於1961年6月24日，面積353平方公里，海拔高度520米，2012年人口16,338，人口密度每平方公里0.05人。